# Опістоконти
Опістоконти (лат. Opisthokonta, дос. «задньоджгутикові, задньобатіжкові») — систематична група евкаріот високого рангу (надцарство), що об'єднує царства тварин і грибів, а також низку еволюційно споріднених із ними груп протистів. Інші евкаріоти, а саме рослини та більшість протист, належать до групи Bikonta, тобто дводжгутикові.
Серед спільних ознак групи:
- на певній стадії розвитку (найчастіше — в гаметах) мають один джгутик на задньому кінці клітини
- фактор елонгації альфа EEF1A1 має характерну вставку з 12 амінокислотних залишків
- тирозил-тРНК-синтаза архейного типу[прояснити]